# (8715) 1995 OX1
1995 أو أكس 1 (ويعرف أيضًا باسم (8715) 1995 أو أكس 1 وفق تسمية الكوكب الصغير) (بالإنجليزية: 1995 OX1)‏ هو كويكب ضمن حزام الكويكبات؛ وترتيبه 8715 من حيث الاكتشاف.
اكتُشف هذا الجُرم الفلكي بواسطة تاكيشي أوراتا ‏ في 26 يوليو 1995.

## وصلات خارجية
- (8715) 1995 OX1 في قاعدة بيانات مختبر الدفع النفاث لأجرام النظام الشمسي الصغيرة

- الاكتشاف · مخطط المدار ·  العناصر المدارية · المعلمات المادية

- (8715) 1995 OX1 على موقع ويكي سكاي: DSS2, SDSS, GALEX, IRAS, Hydrogen α, X-Ray, Astrophoto, Sky Map, Articles and images